# Spodoptera pecten
Spodoptera pecten là một loài bướm đêm trong họ Noctuidae.